# قفل مرکزی (خودرو)

انیمیشنی از نحوه عملکرد قفل مرکزی

قفل مرکزی(به انگلیسی: central locking) یا (به انگلیسی: Power door locks) به مسافرین جلوی خودرو امکان قفل همزمان همه درب‌های خودرو را با فشردن یک دکمه یا زدن یک کلید را می‌دهد. در مدل‌های اولیه، فقط درب‌های خودرو قفل می‌شد ولی اکنون (۲۰۱۴) امکاناتی نظیر قفل درب مخزن سوخت و صندوق عقب نیز افزوده شده.
اولین سازنده قفل مرکزی خودرو شرکت مرسدس بنز بوده در ۱۹۷۷و قفل ها به صورت وکیوم عمل کرده درب باک و صندوق نیز شامل میشده